# Italien
Italien (italienska: Italia), formellt Republiken Italien (italienska: Repubblica Italiana), är en enhetlig parlamentarisk republik i Sydeuropa. Italiens territorium täcker 301 338 km² och påverkas av ett tempererat säsongsklimat. Med 60,8 miljoner invånare är Italien det femte mest folkrika landet i Europa och det 23:e folkrikaste i världen.
I norr gränsar landet till Schweiz och Österrike, i nordost till Slovenien, i nordväst till Frankrike. De självständiga staterna San Marino och Vatikanstaten är enklaver inom Italien. Italien har maritim gräns med Slovenien och Kroatien i Triestebukten och med Frankrike mellan Ventimiglia och Menton, mellan Sardinien och Korsika samt mellan Toskanska arkipelagen och Korsika. Avståndet till Albanien är cirka 72 kilometer, utmed Otrantosundet. Campione d’Italia är en italiensk exklav i Schweiz.
Malteserorden har sitt högkvarter i Rom.
Italien består från norr till söder av nästan hela södra sidan av Alpkedjan söder om dess vattendelare, hela Poslätten, Apenninska halvön, Sicilien, Sardinien – de två största öarna i Medelhavet – och många andra mindre öar. 
Italien liknar en stövel till formen. I norr kantas stövelns skaft av Alperna och där ligger landets högsta berg Monte Bianco (4 810 meter över havet, i Sverige känt som Mont Blanc). I alpområdet finns det många skidorter och tre stora sjöar. En av dem är Comosjön. Söder om Alperna finns en av Europas mest bördiga slätter, Poslätten. Genom Poslätten rinner den stora floden Po, med sina många bifloder. Där ligger även de två stora modestäderna Milano och Turin. Från norr till söder genom den italienska halvön löper bergskedjan Apenninerna.
Rom, Italiens huvudstad, var i århundraden ett politiskt och religiöst centrum i den västerländska civilisationen som huvudstad i Romerska riket och plats för Heliga stolen. Efter Romerska rikets fall uthärdade Italien flertal invasioner av främmande folk, från germanska stammarna som till exempel langobarderna och östgoterna, till bysantiner och senare normanderna. Århundraden senare blev Italien födelseplatsen för maritima republiker och renässansen, en intellektuell rörelse som skulle visa sig vara av stor vikt för att forma den efterföljande kursen av det europeiska tänkandet.
Under den större delen av tiden efter romerska riket var Italien splittrat i flera riken (till exempel Kungariket Sardinien och Kungariket Bägge Sicilierna och Hertigdömet Milano) och stadsstater, men enades år 1861, efter en tumultartad period i historien känd som Il Risorgimento ("återuppvaknandet").
Italien var en av initiativtagarna till bildandet av Europeiska kol- och stålgemenskapen 1951, som senare utvecklades till Europeiska gemenskapen och Europeiska unionen. Italien är medlem av militäralliansen Nato sedan den bildades 1949. Italien är medlem av informella G7-gruppen om världens största industrialiserade ekonomier.
Landets europeiska politiska, sociala och ekonomiska betydelse gör det till en regional stormakt. Landet har en hög offentlig utbildningsnivå och är en mycket globaliserad nation.

## Etymologi
Namnet Italien härstammar från det folk, italiker (italer), som under antiken befolkade en del av Apenninska halvön. Italien var ursprungligen, i antikens Grekland, namnet på sydvästra delen av Apenninska halvön, och från Caesars tid betecknade namnet samma område som dagens Italien.

## Historia

Italien.

Italien grundades och blev en stat 1861, två år efter Slaget vid Solferino då Apenninska halvöns småstater, delar av Kyrkostaten, Toscana och Bägge Sicilierna införlivades med kungariket Sardinien (bestående av Sardinien och Piemonte), under kung Viktor Emanuel II av huset Savojen. Ledarna för de italienska enhetssträvandena – risorgimento – var Sardiniens premiärminister Cavour och frikårsledaren Giuseppe Garibaldi.
Från slutet av 1800-talet, genom första världskriget och andra världskriget, besatte Italien ett kolonialvälde, som utökade dess styre till Libyen, Eritrea, Somalia, Albanien och Dodekanisos samt en koncession i Tianjin, Kina.
Trots segern i första världskriget skakades den parlamentariska demokratin av politiska oroligheter, ekonomiska problem och en tilltagande nationalism som krävde införlivande av områden som ej tillerkänts landet i Versaillesfreden. En stark marxistisk rörelse fick mothugg av exsocialisten Benito Mussolinis allt populärare fasciströrelse, som kombinerade sociala krav med en vilja att fullända Italiens enande med besittningar utomlands. I oktober 1922 kunde fascistpartiet i marschen mot Rom gripa makten med kung Viktor Emanuels hjälp. Fascisterna fick egen majoritet i valet 1924, och 1925–1928 infördes en totalitär enpartistat. Inledande motsättningar mot den forne fienden Tyskland ersattes efter Abessinienkrisen med ett intimt närmande, vilket kulminerade när Italien under Mussolinis ledning inträdde och besegrades i andra världskriget. Mussolini avsattes 1943 av fascistpartiet, som därmed förde över landet till de allierades sida, men tyska och Mussolinilojala trupper fortsatte kampen till krigsslutet. År 1946 ersattes monarkin med en republik efter en folkomröstning och två år senare infördes en ny konstitution som befäste landets roll som parlamentarisk demokrati.
Från 1947 till slutet av 1980-talet dominerades det italienska politiska livet av det kristdemokratiska partiet (Democrazia Cristiana, inledningsvis under dess grundare Alcide de Gasperi), genom mittenkoalitioner till 1963 och därefter genom mitten-vänsterkoalitioner med socialistpartiet under bland annat Bettino Craxi.
I början av 1990-talet skakades Italien av en omfattande politisk kris och korruptionshärva vilket fick till följd att den första republiken gick i graven och ersattes med den andra, genom omfattande ändringar av 1948 års författning avsedda att skapa stabila majoriteter i parlamentet (1993) och överföra maktbefogenheter till regionerna (2001).
Italien är en av Natos och EU:s (EEG:s) ursprungliga medlemmar.

## Geografi
|                |                                                   |
| -------------- | ------------------------------------------------- |
| Högsta punkt   | Mont Blanc (Monte Bianco), 4 810 meter över havet |
| Bergskedjor    | Alperna, Apenninerna                              |
| Vulkaner       | Etna, Vesuvius, Stromboli, Vulcano                |
| Längsta floder | Po och Adige                                      |

Det italienska statsterritoriet har en yta på 301 328 kvadratkilometer. 
Italien är inofficiellt indelat i tre områden:
- Norra Italien (Italia del Nord, Nord Italia eller Alta Italia eller Settentrione på italienska): Den övre delen som sammanhänger med kontinenten och som går från Alpernas ryggrad till den linje som går tvärsöver landet ungefär där halvön börjar (norr om Pisa söder om Ravenna). Regionerna som ligger i norra Italien heter Valle d'Aosta, Piemonte, Lombardiet, Ligurien, Veneto, Trentino-Alto Adige, Friuli-Venezia Giulia och Emilia-Romagna. I Norra Italien bor den största delen av landets befolkning.
- Mellersta Italien (Italia Centrale eller  Centro Italia): norra och mellersta delen av halvön, ungefär till en linje som går söder om Rom tvärsöver landet. Regioner som ligger i mellersta Italien är Toscana, Umbrien, Marche och Lazio. I mellersta Italien ligger huvudstaden Rom. Region Abruzzo ligger geografiskt i mellersta Italien dock historiskt och kulturellt tillhör regionen södra Italien.
- Södra Italien (Sud Italia, Italia del Sud, Meridione eller Mezzogiorno): Själva "foten" och de stora öarna. Regionerna är  Abruzzo, Molise, Apulien, Kampanien, Basilicata, Kalabrien, Sicilien och Sardinien.

### Topografi

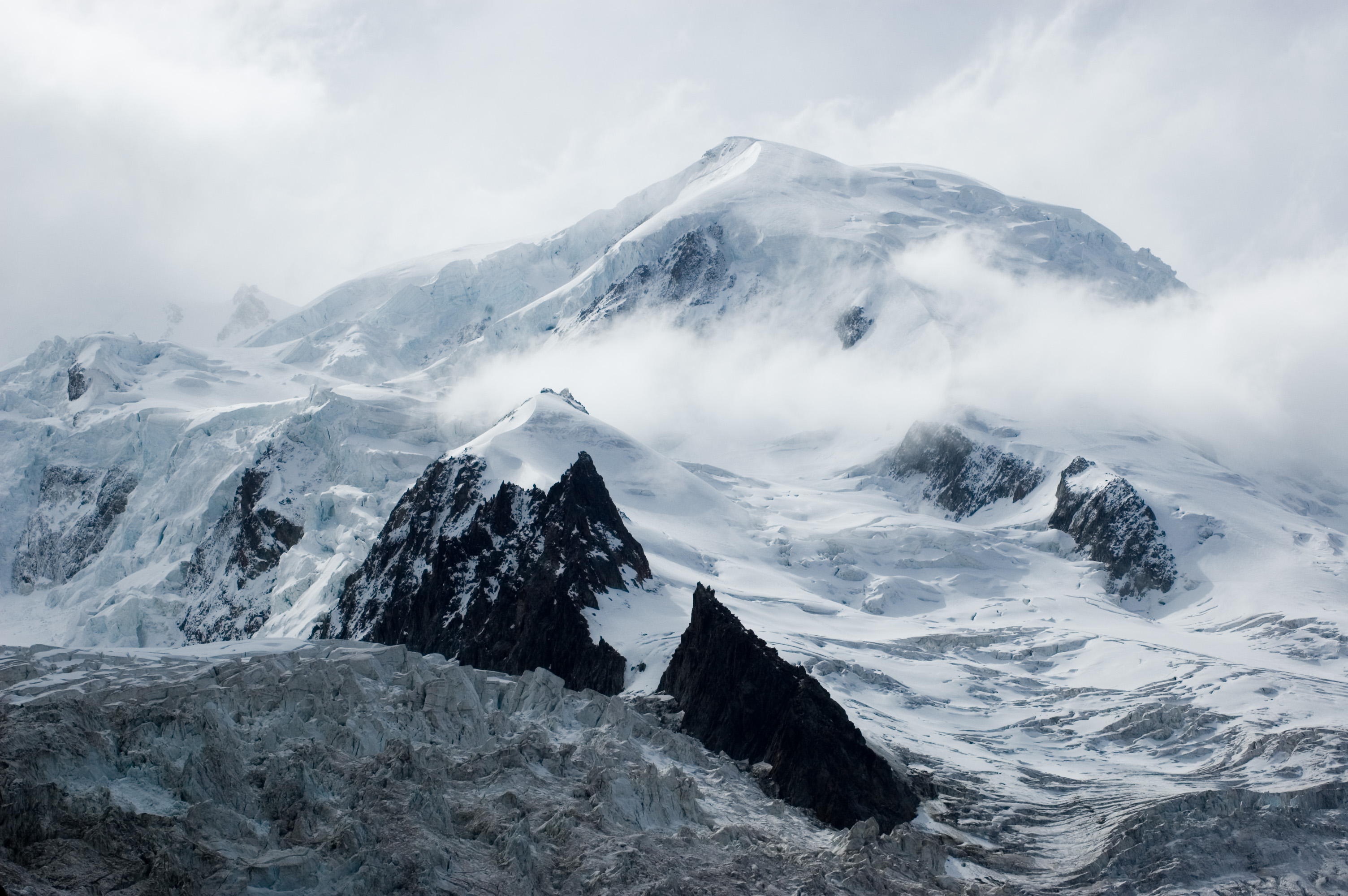
Mont Blanc (vy från franska sidan).

I Italien ligger Västeuropas och EU:s högsta berg (Mont Blanc, 4 810 m ö.h.), samt Europas högsta och största vulkan (Etna, 3 330 m ö.h.). Landet har 37 bergstoppar över 4 000 m ö.h., förutom i Mont Blanc, även i Monte Rosamassiven, Matterhorn (it.: Cervino) och Piz Bernina.

### Hydrografi

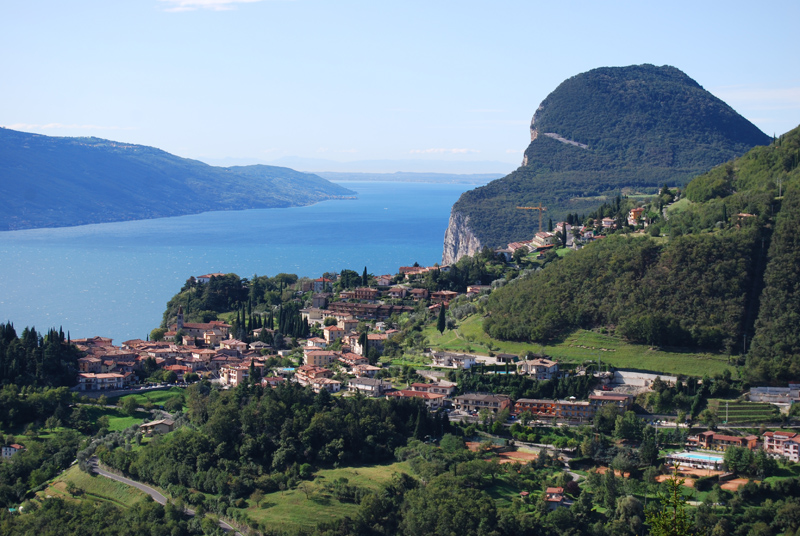
Gardasjön.

Alperna i nordligaste Italien medför att landet har källflöden som rinner mot norr (Nordsjön) via dammen Lago di Lei i Rhens avrinningsområde och mot öster (Svarta havet) via tillflöden till Donaus bifloder Inn och Drava förutom mot söder och Medelhavet. 

### Klimat
I Italien råder huvudsakligen tre olika typer av klimat.
- Tempererat klimat med kall vinter och varm sommar råder i hela norra Italien, (utom i Alperna och kusten i Genuabukten där medelhavsklimat råder) samt i nästan hela Apenninernas-kedja. Städer där tempererat klimat råder är exempelvis Milano, Turin, Verona, Parma, Udine och Trieste.
- Alpint klimat råder i Alperna och vissa delar av Apenninerna. Städer där alpint klimat råder är exempelvis Cortina, Aosta, Bolzano, Bormio, Livigno, Cervinia och Courmayeur.
- Medelhavsklimat råder längs hela kusten (utom vid Venedigbukten), södra delen av landet (även inlandet), samt öar. Städer där medelhavsklimat råder är exempelvis Florens, Rom, Neapel, Bari och Palermo.

### Växt- och djurliv
Tillgången till många olika klimatområden gör att Italien är ett mycket rikt land även vad gäller djur och växter – mångfalden är stor. 

### Naturskydd och miljöproblem
I vissa delar av landet förekommer jordbävningar, laviner, vulkanutbrott och översvämningar. Några av Italiens miljöproblem är luftföroreningar från industrier, förorenade floder och kustvatten. Dessutom är fortfarande hanteringen av det industriella avfallet undermåligt.

## Styre och politik

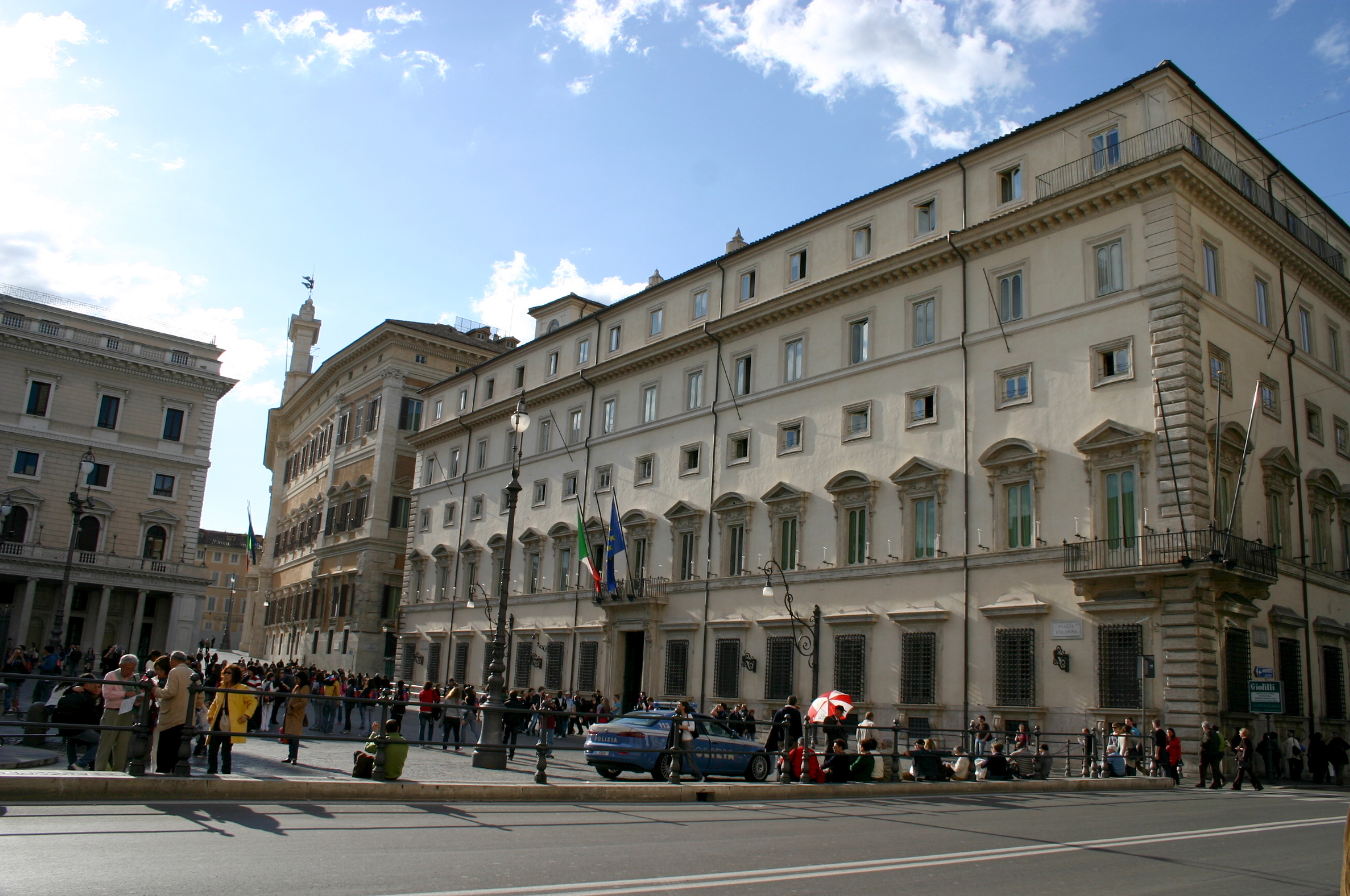
Palazzo Chigi, säte och residens för Italiens premiärminister.

### Författning och styre
Enligt Italiens författning från 1948, med senare ändringar, delas den offentliga makten mellan de lagstiftande, verkställande och dömande makterna. Statschef är Republikens president (Presidente della Repubblica), som väljs på sju år av parlamentet i förenad session med ett litet antal regionala delegater. Presidentposten i Italien är i stort en upphöjd formell befattning med ceremoniell representation: men under politiskt instabila tider har presidenten rätt att upplösa parlamentet, utlysa val och utse ministrar.
Regeringen, (Consiglio dei ministri) leds av premiärministern (Presidente del consiglio dei ministri). Presidenten utser premiärministern, och premiärministern föreslår de andra ministrarna, som formellt utnämns och entledigas av presidenten. Regeringen måste ha stöd av båda kamrarna i parlamentet.
Den lagstiftande makten utövas av det nationella parlamentet, de regionala parlamenten, och i Trentino-Sydtyrolen av provinsparlamenten för Trento och Bolzano. Den verkställande makten utövas av centralregeringen, de regionala regeringarna, provinserna och kommunerna. Den dömande makten utövas av de oberoende domstolarna.
Det nationella parlamentet är ett tvåkammarparlament, som består av deputeradekammaren och senaten. Parlamentet väljs i allmänna och direkta val i ett mixat valsystem, där 3/4 av båda kamrarna väljs med enkel majoritet (se majoritetsvalsystem) och 1/4 väljs genom proportionella val.. Enligt lagen från 1993 tillsätts 75 procent av parlamentsplatserna genom majoritetsval i enmansvalkretsar, och de återstående 25 procent tillsätts på proportionell basis.
Alla italienska medborgare över 18 år har rösträtt till deputeradekammaren och alla från 25 år till senaten.

### Administrativ indelning

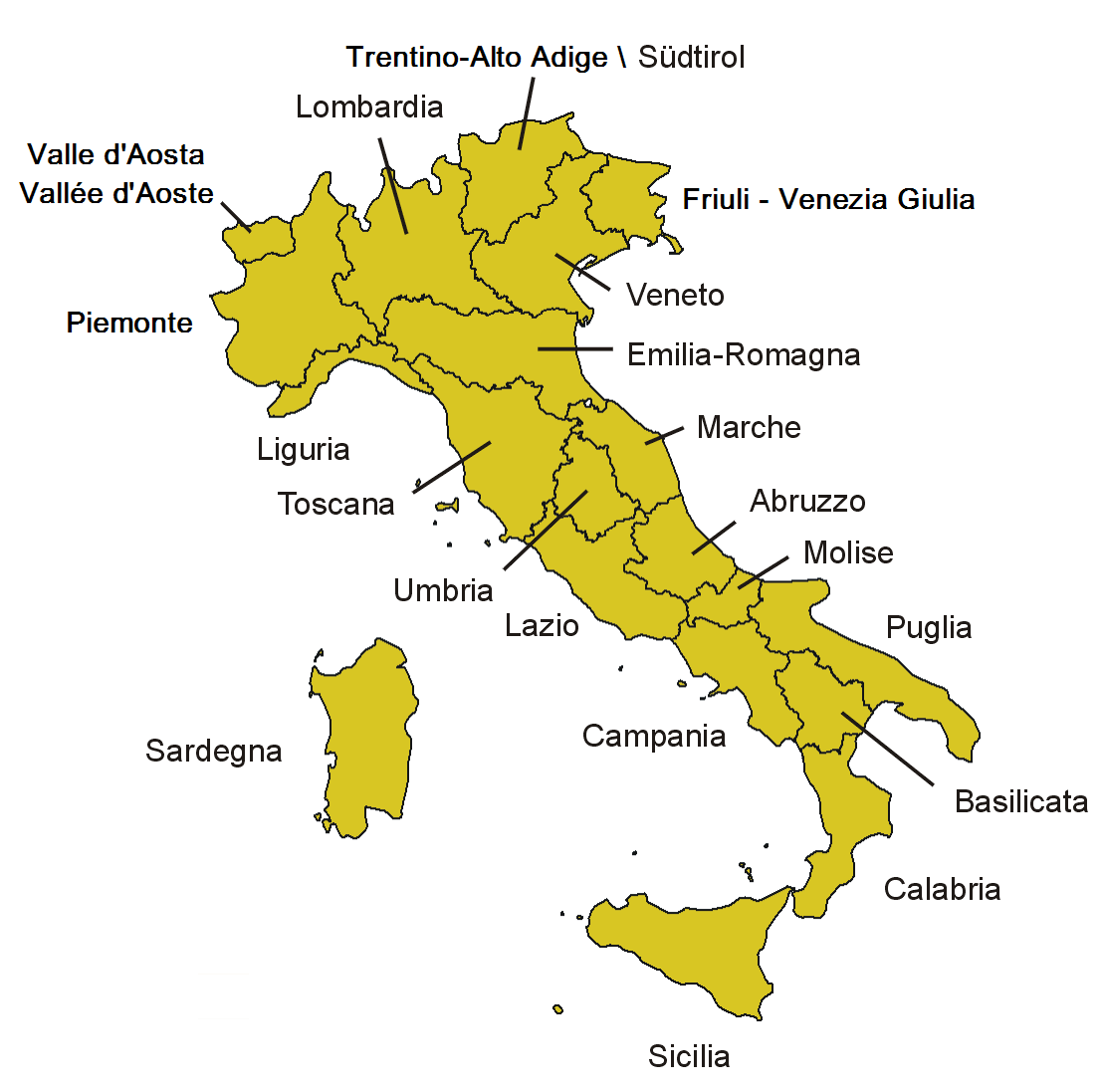
Italiens regioner.

Enligt den nya lydelsen av 1948 års författning består Italien av kommuner, provinser, storstäder, regioner och staten. Kommuner, provinser, storstäder och regioner är självständiga organ med egna maktbefogenheter och funktioner fastställda i författningen.
Maktfördelningen mellan staten och regionerna har förändrats, så att alla befogenheter som inte uttryckligen tilldelats staten i författningen tillkommer regionerna. Staten har dock i många frågor befogenhet att lagstifta om generella principer. Verkställigheten av dessa principer beror sedan på regional lagstiftning.
De regionala parlamenten utövar regionernas lagstiftande makt. Varje region har rätt att lagstifta om sitt eget styrelseskick och om andra regionala angelägenheter. Regionernas verkställande makt utövas av de regionala regeringarna. Författningsdomstolen avgör om regionerna överträder sina befogenheter. Regionerna kan också stämma staten inför denna domstol om de anser att staten överskrider sina befogenheter.
Provinserna och kommunerna förvaltar sina egna angelägenheter inom ramen för statens och regionernas lagstiftning. Provinserna styrs av valda provinsfullmäktige och provinspresidenter. Provinspresidenten är direktvald i majoritetsval, med en andra valomgång för att avgöra valet mellan de två kandidater som fått flest röster.
Kommunerna styrs av valda kommunfullmäktige och borgmästare. Borgmästaren är direktvald i majoritetsval, med en andra valomgång för att avgöra valet mellan de två kandidater som fått mest röster.
Italien är indelat i 20 regioner: Abruzzo, Aostadalen, Apulien, Basilicata, Kalabrien, Kampanien, Emilia-Romagna, Friuli-Venezia Giulia, Lazio, Ligurien, Lombardiet, Marche, Molise, Piemonte, Sardinien, Sicilien, Trentino-Sydtyrolen, Toscana, Umbrien och Veneto. Regionerna är indelade i totalt 110 provinser. Provinserna består i sin tur av sammanlagt fler än 8 000 kommuner.

### Politik
I början på 1990-talet skakade en serie skandaler, som gavs öknamnet Tangentopoli (mutstaden), det italienska politiska systemet. Den efterföljande stora polisutredningen, Mani pulite (rena händer), ledde inte bara till stora konstitutionella förändringar utan också till en rekonstruktion av det efterkrigstida partipolitiska systemet. Nya partier och nya koalitioner uppkom. Till höger efterträdde mediamogulen Silvio Berlusconis Forza Italia det kristdemokratiska partiet. Till vänster efterträdde Democratici di Sinistra (Vänsterdemokraterna) kommunistpartiet. Det politiska livet har därefter präglats av täta maktskiften.
År 1994 vann Forza Italia och dess koalitionspartner Lega Nord valet, men regeringen avgick efter några månader då Lega Nord utträdde. En expeditionsministär stödd av vänsterpartier och Lega Nord regerade till Romano Prodis nya center-vänster-koalition vann valen 1996. 2001 vann en center-höger-koalition valen och en regering ledd av Silvio Berlusconi satt vid makten under hela den femåriga mandatperioden. Vid valet 2006 vann Prodis samarbetspartier valet. Vid valen 2008 vann åter Silvio Berlusconis centerhögerallians Frihetens folk över center-vänsteralliansen, som nu leddes av Walter Veltroni. Berlusconi tvingades avgå i november 2011 i samband med eurokrisen och efterträddes av teknokraten Mario Monti.
I 2018 års parlamentsval blev det EU-kritiska antietablissemangspartiet Femstjärnerörelsen (M5S) den stora segraren med drygt 32 procent av rösterna. Högerpopulistiska Lega (tidigare Lega Nord) gick också framåt och fick över 17 procent. Dessa två partier bildade sedan regering, med den dittills okände juridikprofessorn Giuseppe Conte som premiärminister. Femstjärnerörelsens partiledare Luigi Di Maio och Legas partiledare Matteo Salvini var ministrar i regeringen. Lega lämnade regeringen i augusti 2019 och premiärminister Conte formade en ny regering mellan Femstjärnerörelsen och mittenvänsterorienterade Demokratiska partiet (efterföljare till Vänsterdemokraterna). I januari 2021 avgick premiärminister Giuseppe Conte. Han efterträddes av Europeiska centralbankens förre chef Mario Draghi. Draghi lyckades få flera partiers stöd och Luigi Di Maio fortsatte som utrikesminister.
Parlamentsvalet 2022 vanns av det högernationalistiska partiet Italiens bröder med 26 procent av rösterna. Partiets ledare Giorgia Meloni blev landets första kvinnliga premiärminister, i spetsen för en högerkoalition, i oktober 2022.

### Rättsväsen
Det italienska rättssystemet är baserat på romersk rätt som modifierats genom Code Napoléon och senare lagstiftning. Efter andra världskriget fick Italien en författningsdomstol, Corte Costituzionale, som prövar om lagar är förenliga med grundlagen.

### Internationella relationer
Italien och Albanien har slutit ett gränsavtal över sina exklusiva ekonomiska zoner utmed Otrantosundet.
Italien och Grekland har slutit ett gränsavtal över sina exklusiva ekonomiska zoner utmed det Joniska havet.. 

### Försvar

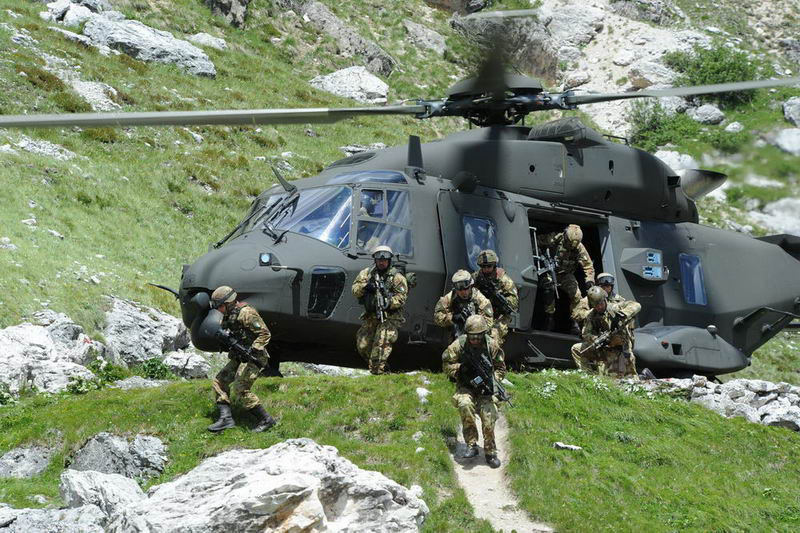
Italienska alpjägare.

Den italienska försvarsmakten består av armén, marinen, flygvapnet och karabinjärerna. Finanspolisen, Guardia di Finanza, är en militär kår underställd finansministeriet.
Försvarsmakten är sedan 2005 en yrkesarmé. Soldaterna är av två slag, yrkessoldater med tillsvidareanställning (Volontari in Servizio Permanente, VSP) och kontraktsanställda på ett (Volontari in ferma prefissata ad 1 anno, VFP1) eller fyra år (Volontari in ferma prefissata ad 4 anno, VFP4). VSP rekryteras bland VFP4, som i sin tur rekryteras ur VFP1.

## Ekonomi och infrastruktur
Fram till omkring år 1990 fanns det många statligt ägda företag i Italien, vilka sedan sålts ut. Fram till år 1992 hade Italien underskott i handelsbalansen. När Italien tvingades lämna EU:s växelkurssamarbete sjönk kursen på liran, vilket gjorde att det blev billigare för andra länder att importera varor från Italien, vilket gjorde att den Italienska ekonomin gynnades. Efter år 2004 minskade dock handelsbalansen igen vilket lett till att bytesbalansen har fått ett kraftigt underskott. 
År 1999 blev Italien ett av de första elva länderna att gå med i (det tredje steget i) EMU, och från 2002 är euron landets valuta. Italien har ett flertal gånger brutit mot EMU:s regler om högst 3 % budgetunderskott.
Finanskrisen 2007–2008 slog hårt på landets ekonomi, dessutom befann sig landet redan i stagnation när krisen började. Från 2008 till 2009 fördubblades statens utlandsskuld och år 2009 var budgetunderskottet nästan uppe i 5 %. I slutet av år 2011 motsvarade statsskulden 120 % av landets totala BNP. I augusti 2012 motsvarade statsskulden 123 % av BNP. Under de senaste tio åren har produktiviteten sjunkit medan lönerna ökat.
Under slutet av 1990-talet och början av 2000-talet har Italien fört en ekonomisk åtstramningspolitik för att motsvara kraven för medlemskap i EMU och både inflationen och räntorna har sänkts. Skatteuttaget är 41,8 % av BNP (2004).

### Näringsliv
Italien har en diversifierad industriell ekonomi som är något mindre än Frankrikes och Storbritanniens, både totalt och per capita. Den norra delen av landet är rikt, domineras av privata företag och är industriellt välutvecklad, medan södra Italien är fattigt och mer beroende av jordbruk och har en arbetslöshet på omkring 20 procent med stora regionala variationer. Det är främst små och medelstora företag som dominerar produktionen i landet. De omkring 3 miljoner små- och medelstora företagen i landet tillverkar traditionella konsumtionsvaror. Italien har, med städer såsom Milano, en stor roll i den internationella modebranschen. Märken som Prada och Gucci kommer från Italien. Även klädjätten Benetton är grundad i Italien.
Sedan sent 1990-tal har Italien haft en låg ekonomisk tillväxt. En betydande svårighet är att en stor del av landets industri är baserad på låg- eller medelavancerad teknik, vilket leder till hård konkurrens från bland annat Sydostasien och Östeuropa.

#### Jordbruk
Jordbruket i Italien inkluderar spannmål, frukt och grönsaker. Landet är ledande inom olivproduktion och ett av de ledande i vinproduktion. 

#### Råvaror
Italien har flera naturresurser, bland annat kol, kvicksilver, zink, marmor, asbest och naturgas. Landet har också ett rikt fiske och stor odlingsbar mark som används för jordbruk.[källa behövs]

#### Turism
Turismen är en viktig del av landets ekonomi och den ger ett par miljoner arbetstillfällen. 2/3 av BNP står tjänste- och servicesektorn för.

### Handel
Förutom jordbruket har landet få råvaror och därför står till exempel Ryssland och Algeriet för en stor del av landets energiimport.
Den största delen av industrins råvarubehov och mer än 75 procent av energin importeras. Över 78 procent av energiproduktionen sker med fossila bränslen och drygt 18 procent av vattenkraft.
Det saknas även metaller och mineraler, vilket också får importeras till landet. Hälften av landets handel med andra länder sker med andra EU-länder och det är Frankrike och Tyskland som står för största delen av både importen och exporten. USA, Schweiz och Nederländerna är också några av landets största handelspartners. Även importen från Kina har under senare år ökat.

### Infrastruktur

#### Transporter

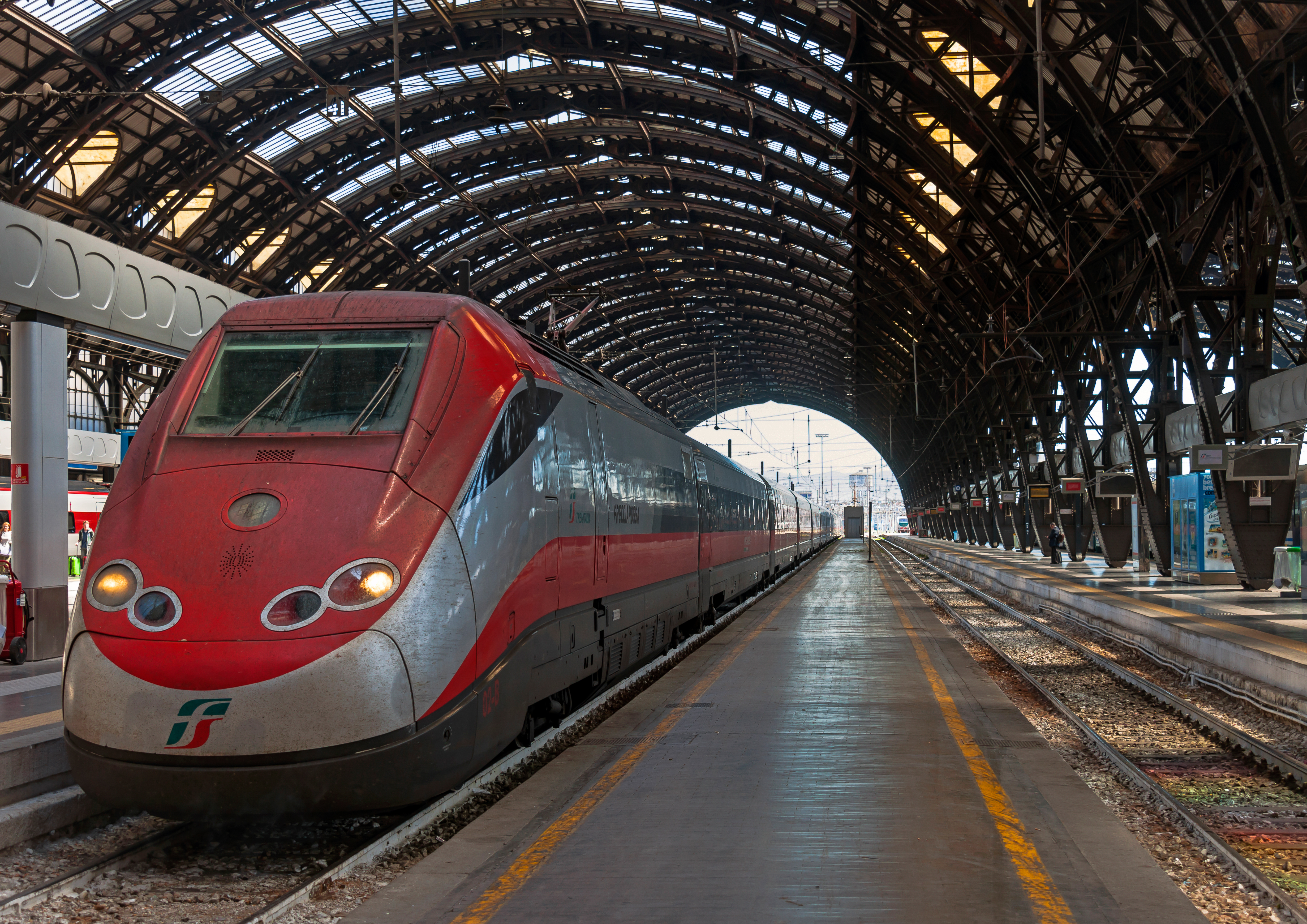
Höghastighetståg FS ETR 500, "Frecciarossa".

Vägnätet är i jämförelse med de flesta länder väl utbyggt i Italien. Det var också i Italien som världens allra första motorväg byggdes. Idag finns det motorvägar som når till de flesta större städer i landet och standarden på motorvägarna är hög. Standard på övriga vägar varierar. Många vägar är smala och slingriga på grund av geografiska förhållanden då Italien är ett bergigt land eller på grund av många städer byggdes på medeltiden. Vissa vägar på landsbygden och i södra Italien har sämre standard. Trafikmängden är mycket hög i nästan hela landet.
Även järnvägarna är i Italien väl utbyggda. Järnvägsnätet når till de flesta platser i landet och de flesta banor är elektrifierade. Det statliga järnvägsbolaget heter Ferrovie dello Stato (FS).
De flesta huvudlinjer är utbyggda för snabbtåg. En linje med höghastighetståg går genom landet från Turin i nordväst till Salerno i söder via Milano, Bologna, Florens, Rom och Neapel.

#### Utbildning och forskning

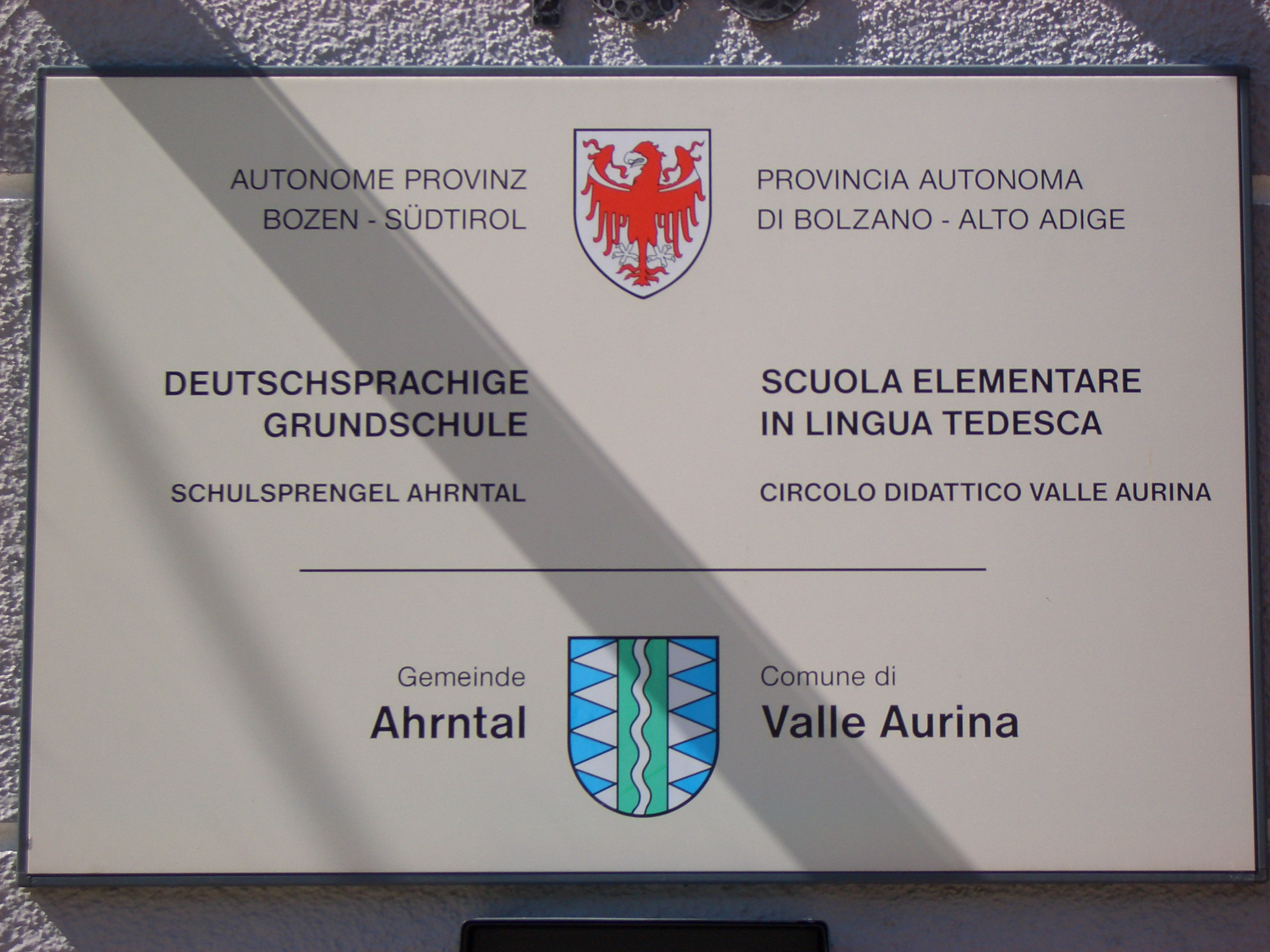

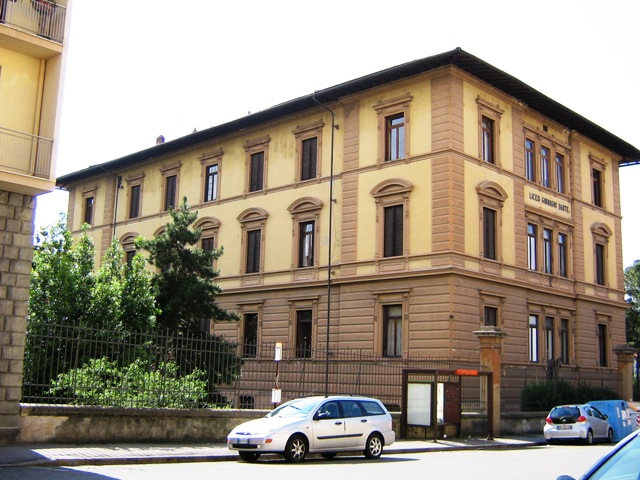
Liceo Classico "Dante", Florens.

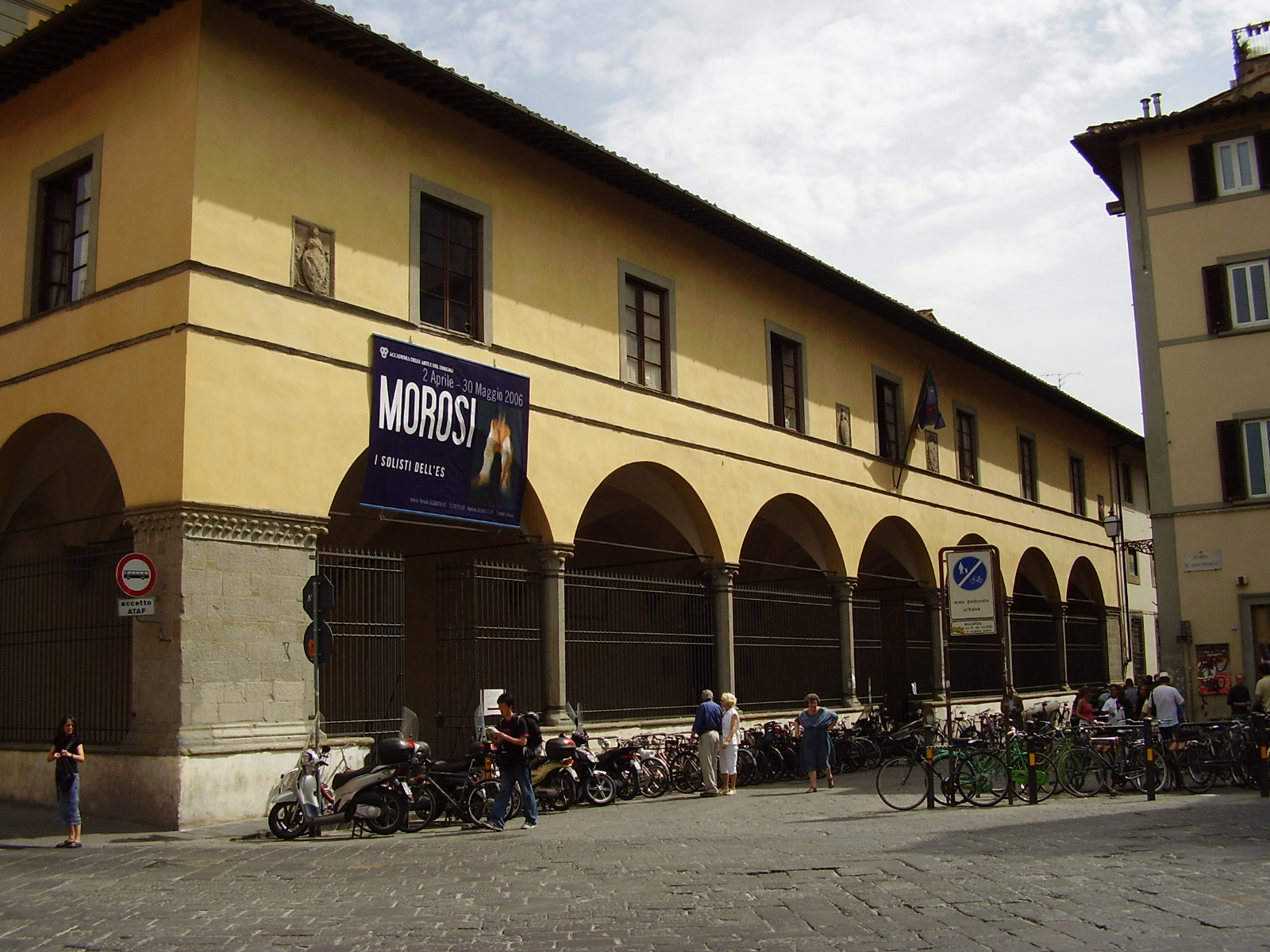
Accademia di Belle Arti, Florens.

Genom förskolereformen 2004 har den italienska förskolan omorganiserats och ser likadan ut vare sig den är statlig eller privat. Förskolan är frivillig och den statliga förskolan är avgiftsfri.
Förskolan
- Scuola dell’infanzia (förskola), 3 årskurser, 3-6 års ålder

Skolplikt råder mellan 6 och 18 års ålder. Enligt Moratti-reformen 2003 kan skolplikten uppfyllas genom studier inom skolsystemet, genom lärlingsutbildning eller genom att växla mellan arbete och skola. Ungdomsskolorna indelas i grundskolor och gymnasieskolor.
Grundskolan, eller Primo ciclo dell'istruzione är delad på två stadier:
- Scuola elementare (låg- och mellanstadiet), fem årskurser, 6–11 års ålder
- Scuola media primaria (högstadiet), tre årskurser, 11-14 års ålder

Högstadiet avslutas med en muntlig och skriftlig examen: Esame di Stato conclusivo del primo ciclo di istruzione (grundskoleexamen).
Gymnasieskolan eller Secondo ciclo dell'istruzione är av fyra typer, universitetsförberedande, teknisk, konstnärlig eller yrkesförberedande.
- Universitetsförberedande, 5 årskurser, 14-19 års ålder
  - Liceo classico (humanistiska gymnasier)
  - Liceo scientifico (naturvetenskapliga gymnasier)

- Teknisk
  - Istituto Tecnico (tekniska gymnasier), 5 årskurser, 14-19 års ålder

- Konstnärlig
  - Liceo artistico (konstnärliga gymnasier), 4-5 årskurser, 14-18/19 års ålder
  - Istituti d’arte (konsthantverksgymnasier), 3-5 årskurser, 14-17/19 års ålder

- Yrkesförberedande
  - Istituto professionale (yrkesgymnasier), 3-5 årskurser, 14-17/19 års ålder

Den universitetsförberedande och den tekniska gymnasieskolan avslutas med en studentexamen: Esame di Stato conclusivo dei corsi di studio di istruzione secondaria superiore. Studentexamen kan efter fem årskurser avläggas även vid de konstnärliga gymnasierna. Konsthantverksgymnasierna och de yrkesförberedande gymnasieskolorna avslutas efter tre år med en yrkesexamen. Efter ytterligare två års studier kan studentexamen avläggas. Grundskolans och gymnasieskolans olika examensbevis kallas diploma; i dagligt tal menar man med detta enbart studentexamen.
Den italienska högre utbildningen är anpassad till Bolognaprocessen och består av tre nivåer.
- Diploma di laurea (L), 3 års grundläggande utbildning motsvarande svensk kandidatexamen.
- Diploma di laurea specialistica (LS), 2 års avancerad utbildning motsvarande den svenska masterexamen.
- Dottorato di ricerca, 3 års forskarutbildning motsvarande svensk doktorsexamen.

Italien har även vissa examina utanför Bolognaprocessen.
- Master universitario, en breddmagister, på grundläggande eller avancerad nivå, med ytterligare två års studier efter Diploma di laurea eller Diploma di laurea specialistica.
- Diploma di specializzazione, fördjupning efter Diploma di laurea.
- Vidareutbildningskurser, högst 1 år, för redan yrkesverksamma.

Universitetsutbildning ges vid 77 universitet.
- 58 statsuniversitet
- 3 statliga tekniska universitet
- 14 fria universitet
- 2 universitet för utlänningar

Högskolorna ger en specialiserad och yrkesinriktad utbildning.
- Konstnärliga och musikaliska högskolor
  - Accademia di belle arti, 20 statliga och 27 fria konsthögskolor.
  - Istituto Superiore per le Industrie Artistiche, 4 designhögskolor.
  - "Silvio D’Amico" Accademia nazionale di arte drammatica, teaterhögskolan i Rom.
  - Accademia nazionale di danza, danshögskolan i Rom.
  - Conservatori di musica, 57 musikkonservatorier.
  - Pareggiati, 21 musikhögskolor.

- Övriga civila högskolor
  - Accademia Nazionale di Santa Cecilia i Rom, vidareutbildar de som har examen från ett musikkonservatorium.
  - Scuola Nazionale di Cinema, filmhögskolan i Rom.
  - Istituto centrale del restauro, högskolan för restaurering i Rom.
  - Scuola per il Restauro del Mosaico, högskolan för mosaikrestaurering i Ravenna.
  - Opificio delle pietre dure, högskolan för statyrestaurering i Florens.
  - Scuola di archivistica, paleografia e diplomatica, 17 arkivhögskolor vid statsarkiven.
  - Scuole Superiori per Mediatori Linguistici, privata tolkhögskolor.
- Militärhögskolor
  - Accademia Aeronautica di Pozzuoli, flygvapnets militärhögskola i Pozzuoli.
  - Accademia della Guardia di Finanza, finanspolisens militärhögskola i Bergamo.
  - Accademia militare navale di Livorno, marinens militärhögskola i Livorno.
  - Accademia militare dell’esercito di Modena, arméns militärhögskola i Modena.
  - Scuola Ufficiali Carabinieri, karabinjärernas militärhögskola i Rom.

## Befolkning

### Demografi

#### Urbanisering
Italien har i medeltal 197,5 invånare per kvadratkilometer. Befolkningstätheten är mycket varierande beroende på den stora förekomsten av berg. 
Italien är ganska tätbefolkat med störst koncentration till Poslätten, områdena runt Rom och Neapel samt östra Sicilien. 
Under lång tid var folkökningen snabb men ökningstakten har på senare tid minskat och Italien har i dag relativt låga födelsetal. 

#### Migration
Det har varit ett betydande utvandrarland. Från 1870-talet emigrerade mer än 12 miljoner främst till Nordamerika. Efter andra världskriget sökte sig många italienska arbetare till Nordvästeuropa (också till Sverige). Inom Italien har en stor omflyttning skett från landsbygden till städerna, främst från fattiga jordbruksområden i södern (Mezzogiorno) till det industrialiserade och välbärgade Norditalien. 
Italien har en nettomigration på 3,9 migranter per 1 000 invånare (2016), vilket innebär att fler människor flyttar till landet än de som lämnar det.

### Språk

Karta över Italiens regionala språk.

Italienska är majoritetsspråk och officiellt språk. Tyska och franska har status som nationella minoritetsspråk, med tyskspråkiga skolor i Sydtyrolen och franska som läroämne i modersmål i Valle d'Aosta. Genom regional lagstiftning i regionen Friuli-Venezia Giulia har friuliska, slovenska och tyska tillerkänts status som regionala minoritetsspråk. Genom lagstiftning åren 1991-2001 har skyddet av de språkliga och kulturella minoriteternas ställning vidgats genom rätten att använda alla minoritetsspråk som undervisningsspråk i grundskolan, som talspråk i de regionala parlamenten och i provins- och kommunfullmäktige, och i de lokala domstolarna samt i den lokala förvaltningen. Provinsfullmäktige definierar inom vilka geografiska områden dessa rättigheter skall få utövas.
- Minoritetsspråk
  - tyska (Österrikisk tyska), 250 000 talare i Sydtyrolen (i provinsen Bolzano i regionen Trentino-Alto Adige samt i vissa delar av Friulen).
  - tyska (Walsertyska) 23.000 talare i Piemonte och Aostadalen.
  - franska, 100 000 talare i regionen Valle d'Aosta.
  - provensalska, 100 000 talare i regionen Piemonte.
  - frankoprovensalska, 70 000 talare i regionerna Valle d'Aosta och Piemonte.
  - sardiska, 2 miljoner talare på Sardinien.
  - friuliska, 700 000 talare i regionen Friuli-Venezia Giulia.
  - ladinska, 30 000 talare i regionen Trentino-Alto Adige och i vissa delar av regionen Veneto.
  - napolitanska, 7 000 000, i större delar av södra Italien och minst 5 000 000 utvandrade syditalienare bosatta runtom i världen
  - grekiska, 20 000 talare, främst i södra Apulien och södra Kalabrien.
  - albanska, 200 000 talare i Apulien, Basilicata, Kalabrien, Molise och Sicilien.
  - katalanska, 20 000 talare i Alghero på Sardinien.
  - kroatiska, 3 000 talare i regionen Molise. (invandrarminoritet)
  - korsikanska, 1 000 talare i regionen Sardinien.
  - slovenska, 200 000 talare i nordöstra Italien, i området kring Trieste-Gorizia.

### Religion
Befolkningen i Italien är huvudsakligen katoliker, med en minoritet protestanter i en liten del av norra Italien och minoritetsgrupper av judar, muslimer och hinduer. Lateranfördraget från 1929 gav påven överhöghet över Vatikanstaten och den katolska kyrkan fick en gynnad ställning i Italien, men sedan fördraget reviderades 1984 är den inte längre statskyrka. Revideringen innebar också att undervisning i den katolska religionen i skolan inte längre är obligatorisk, men ges till dem som så önskar, vilket en majoritet gör.

### Hälsa
| Hiv och aids          | 2015    |
| --------------------- | ------- |
| Andel av befolkningen | 1,37 %  |
| Antal                 | 136 800 |
| Dödsfall per år       | 700     |
| Fetma                 | 2014    |
| Andel av befolkningen | 23,7 %  |

Mödradödligheten i landet är 4,0 dödsfall per 100 000 födslar (2015). Spädbarnsdödligheten var 3,3 dödsfall per 1 000 levande födslar (2016), med en något högre dödlighet bland manliga spädbarn (3,5 dödsfall) jämfört med kvinnliga (3,1 dödsfall).

### Övriga befolkningsdata
Den senaste folkräkningen hölls den 9 oktober 2011 och då uppgick den folkbokförda befolkningen i Italien (de jure) till 59 433 744 invånare, varav 28 745 507 män och 30 688 237 kvinnor. Folkräkningar hade tidigare hållits vart tionde år mellan 1951 och 2001. Enligt Istituto Nazionale di Statistica uppgick landets folkbokförda befolkning den 31 december 2023 till 58 971 230, varav 53 717 572 var italienska medborgare och 5 253 658 (8,9 %) var utländska medborgare. Invånartalet i Italien uppskattades i juli 2016 av The World Factbook till 62 007 540 invånare, medan Förenta nationerna uppskattade befolkningen 1 juli 2016 till 59 801 000.

## Kultur

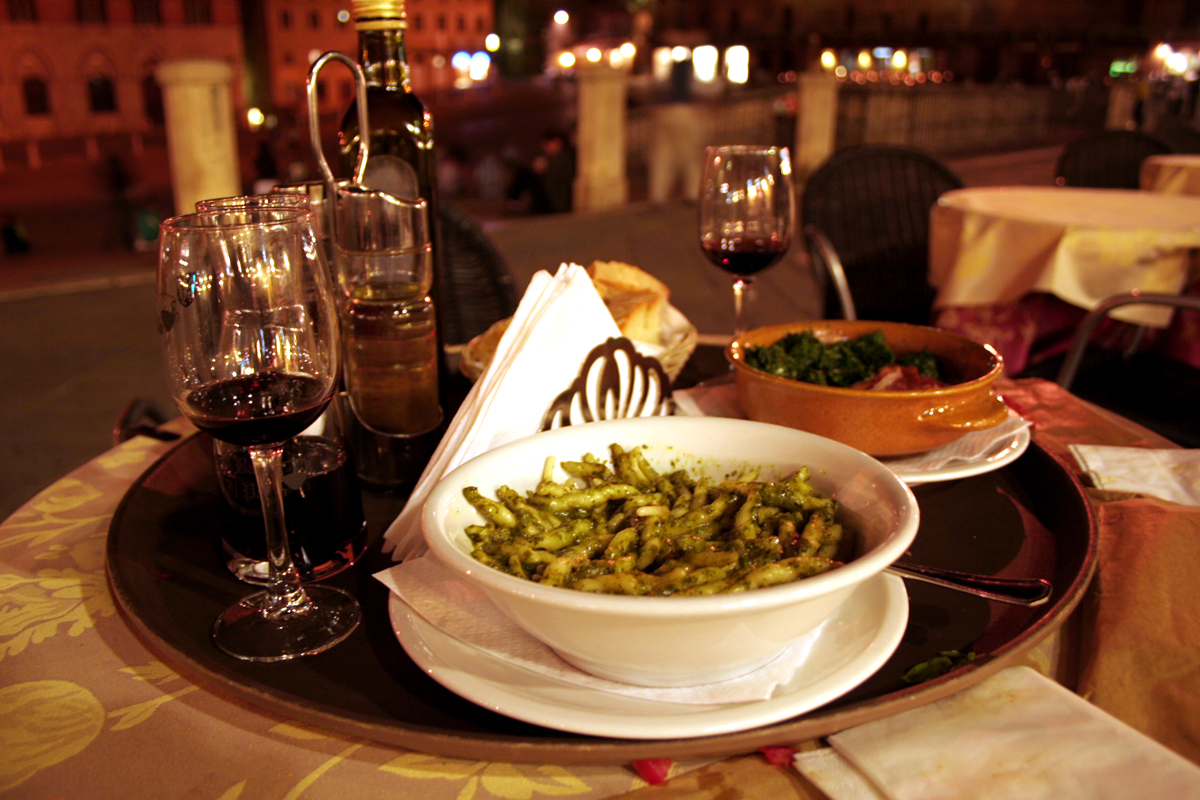
Trofiette met Pesto alla Genovese.

Italien har trots sina många olika statsbildningar och långa perioder varit Europas dominerande kulturnation, först som Romarrikets kärnland och som centrum för kristenheten, senare, under särskilt renässansen och barocken, som grogrund för stora epoker inom konsten och musiken.

### Konstarter

#### Musik

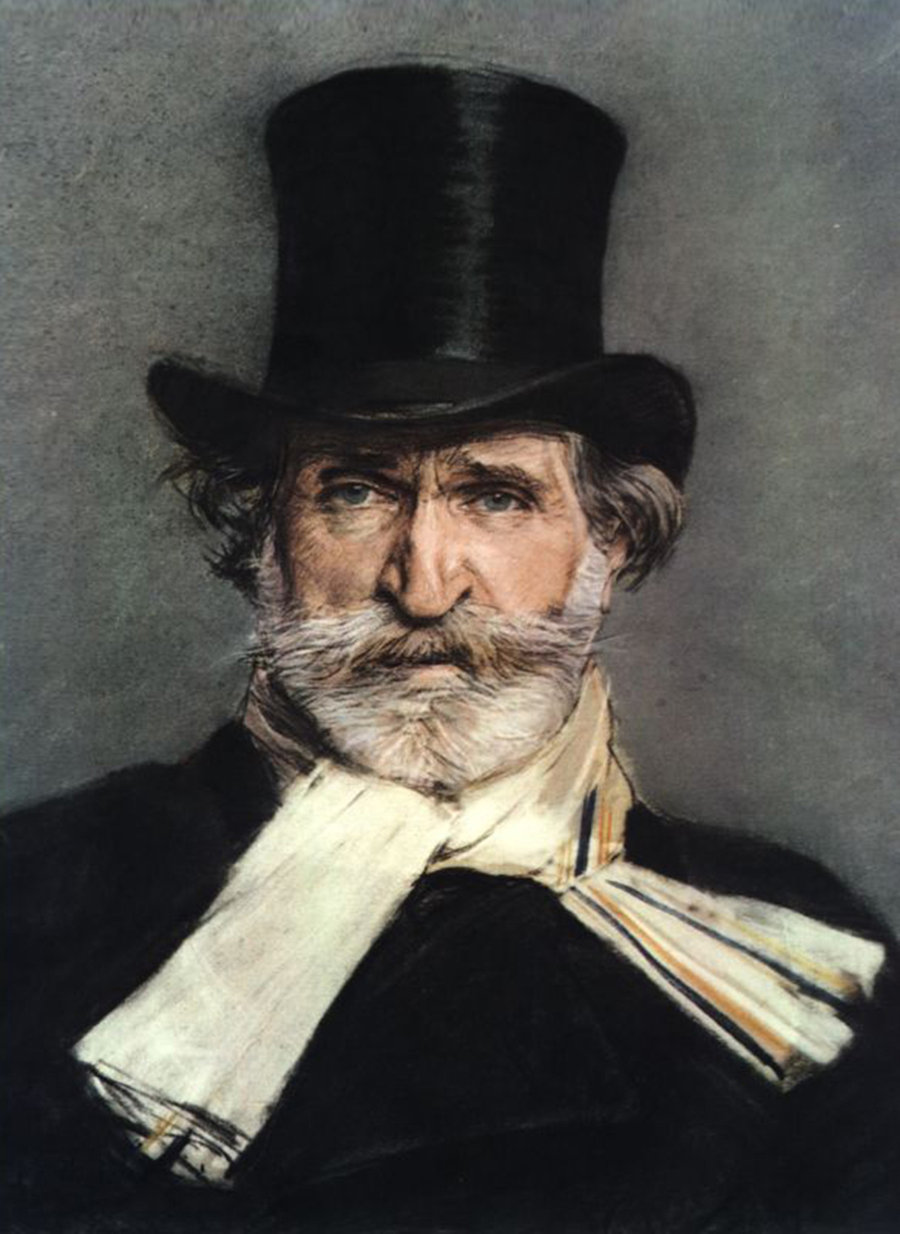
Giuseppe Verdi.

Den västerländska musiken härstammar till stora delar från Italien. Länge spreds musiken med den katolska kyrkan som kulturförmedlare. Flerstämmigheten blomstrade på 1300-talet (Landini), och cirka 1530 utvecklades en förfinad madrigal (Gesualdo, Monteverdi). Inom kyrkomusiken fanns en romersk skola, med en förandligad a cappella-polyfoni (Palestrina) och en venetiansk skola, med praktfull flerkörighet (Andrea och Giovanni Gabrieli), där också instrumenten fick en viktig roll vid sidan av vokalstämmorna. I Venedig uppstod också en ren instrumentalmusik.
1600-talets stora italienska uppfinning var operan, som fick sin första höjdpunkt med Claudio Monteverdi. Under seklet verkade även bland andra Giacomo Carissimi, Antonio Cesti och Alessandro Scarlatti. Instrumentalmusiken frigjordes alltmer från sitt beroende av vokalformerna. Stråkinstrumenten dominerade med trio- och solosonat som huvudtyper och i Cremona fulländade Amati och Stradivarius violinbyggandet. Vid 1600-talets slut uppkom solokonserten, dels som concerto grosso (Stradella, Corelli), dels som solokonsert (Albinoni, Torelli). Frescobaldi blev nu orgelmusikens stormästare. Barockens storslagenhet övergick i rokokons intimitet (Vivaldi, Domenico Scarlatti) och den komiska operan (Pergolesi) tog ledningen över den seriösa. Den neapolitanska skolan fick betydelse även i övriga Europa.
Under 1800-talet nådde italiensk musik genom Rossini, Bellini, Donizetti och framförallt Verdi en ny kulmen. Som en reaktion mot Wagner uppkom vid sekelslutet verismen (Puccini). Därefter har de kontinentala strömningarna dominerat (Respighi, Dallapiccola, Nono, Maderna, Berio).

#### Bildkonst

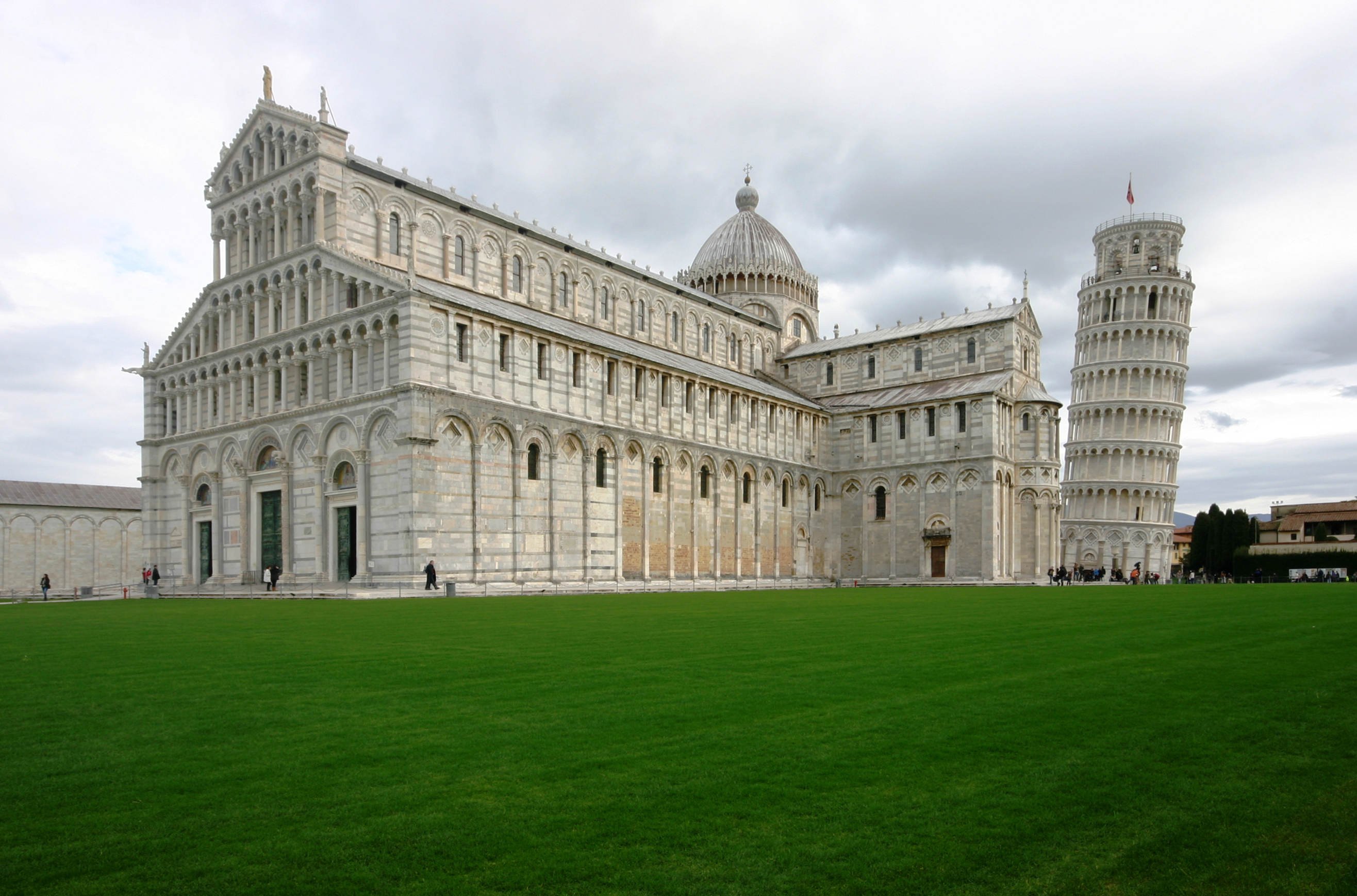
Lutande tornet i Pisa.

Redan på 500-talet f.Kr. fanns en högtstående konst i Italien, uppburen av grekiska kolonisatörer och etrusker. Under de följande tusen åren präglades landet av Romerska rikets utveckling. Efter rikets fall togs konsten i anspråk av främst kyrkan, från den tidigaste medeltida konsten i Italien finns de finaste exempel i staden Ravenna. Den romanska konsten från främst 1000- och 1100-talen är rikt företrädd i många italienska städer, med många vackra kyrkobyggnader. Den högmedeltida gotiken var en fransk uppfinning och anammades egentligen aldrig i Italien, utom i modifierad form. Regionen Toscana, med städer som Florens, Pisa och Siena, blev viktig för den konstnärliga utvecklingen. 
Freskomåleriet förnyades i realistisk riktning av florentinaren Giotto. En mer lyrisk stil utvecklades av Duccio och Fra Angelico.
Med inspiration i antiken utvecklades renässanskonsten i Italien från och med 1300- och 1400-talen, för att spridas till övriga Europa under främst 1500-talet. Som centrum för den katolska motreformationen på 1600-talet upplevde Italien en konstnärlig storhetstid genom barocken. Under 1700-talet förnyades måleriet framförallt i Venedig med Canaletto och Guardi (vedutamåleri) samt Tiepolo. Under nyklassicismen intog skulptören Canova en ledande ställning. På 1800-talet var dock Italien främst studieplats och utbildningsort för tillbakablickande konstnärer från andra länder, särskilt i Nordeuropa.
Modernismen i konsten. En riktning av italienskt ursprung kring 1910 var futurismen med Boccioni, Balla, Severini med flera, som ville fånga det moderna livet. Samtidigt framträdde de Chirico med ett metafysiskt måleri (pittura metaphisica), en sorts tidig surrealism. Under inverkan av primitiv konst utvecklade målaren Modigliani förenklat stiliserade former. En betydande skulptör var den expressive Marini. Fontana experimenterade med spatiala kompositioner.
Från 1970-talet har Italien gjort sig starkt gällande internationellt inom inredningskonst, formgivning och mode.

#### Film
Italien blev tidigt ett filmland med till exempel Quo vadis? (1912). Under Mussolini var filmen framförallt ett underhållningsmedium, som erbjöd melodramer och eleganta komedier, men också dokumentärfilm av hög klass, vilken bäddade för neorealismen. Under fascismen skapades goda arbetsmöjligheter i Cinecittà, filmstaden utanför Rom. Kriget och dess lidanden är bakgrunden till den rörelse som kallas neorealismen med regissörer som Visconti (Köttets lust, 1942), Rossellini (Rom – öppen stad, 1945) och De Sica (Cykeltjuven, 1948, Umberto D, 1952). De arbetade med enkel kamerateknik i svartvitt och ofta med amatörer i rollerna. Sedan kom Antonioni med sina filmer om alienering och livsleda (Äventyret (1960), Natten, (1961)) och den frodige Federico Fellini med filmer som 8 ½ (1963) och Amarcord (1973). Bertolucci och Pasolini utforskade sexualiteten och det politiska livets ruttenhet, Sergio Leone gjorde spaghettivästern. Italiens filmindustri är den näst största i Europa, men den drabbades av en ekonomisk kris på 1980-talet, och Cinecittà stängdes 1993. Filmare som Ettore Scola (Familjen, 1987) och bröderna Taviani (Padre Padrone, 1977) kunde dock fortsätta sitt verk.

#### Arkitektur
Den profana byggnadskonsten blomstrade främst 1000- och 1100-talen. Man uppförde palats, t.ex. Palazzo Vecchio i Florens och Dogepalatset i Venedig, en stad där en säregen, österländskt influerad gotisk stil fick fäste.
Arkitekturen under 1900-talet kännetecknas av en blandning av det historiska arvet och modernismen, som förenades särskilt i fascismens arkitektur (1920–40-talen) med allt från järnvägsstationer till postkontor i vit marmor. Först efter kriget slog en ren funktionalism igenom. En nyskapande insats med förankring i klassisk tradition har Pier Luigi Nervi gjort med djärva och okonventionella betongkonstruktioner (Sportpalatset i Rom).

### Traditioner

#### Helgdagar och högtider
| - Nyårsdagen - Alla helgons dag - Ferragosto - jul - Annandag jul - Festa dell'Immacolata Concezione - Festa della Repubblica - Festa della Liberazione - Första maj - Trettondedag jul - Annandag påsk - påsk Denna lista hämtas från Wikidata. Informationen kan ändras där. |

I Italien firas flera nationella helgdagar, däribland Nyårsdagen (1 januari), Trettondagen (6 januari), Påsk (skiftande datum), Arbetarnas dag (1 maj) och Marias himmelsfärd (15 augusti). Andra högtider inkluderar Befrielsedagen den 25 april och Nationaldagen den 2 juni. Helgdagar som Alla helgons dag och Juldagen firas också. Många städer har egna firanden, som Lucca den 13 september och Siena under Palio-festivalerna i juli och augusti.

#### Matkultur
Det italienska köket är den typiska kokkonst som utvecklats i Italien. Köket kännetecknas allmänt av sin enkelhet och sin betoning på färska råvaror av hög kvalitet. Ingredienser och rätter varierar från region till region men betecknas vanligtvis som medelhavskök. I norra Italien används generellt mer smör och andra mejerivaror än vad som används i södra Italien, som använder olivolja i högre grad. Många rätter och produkter har blivit internationellt kända, som den italienska olivoljan, ostsorter (exempelvis parmesan, mozzarella och gorgonzola), korv- och charkuteriprodukter som mortadella, salami, parmaskinka samt pasta, pizza, pinsa och lasagne. Till matkulturen hör också Italiens rika vinproduktion, med välkända viner som chianti, barolo och aglianico. Kaffe, och då särskilt espresso, har också kommit att spela en viktig roll i det kulturella italienska köket. Italien är också välkänt för sin glass, (italienska; gelato), som finns att hitta i glassrestauranger i städer över hela landet.

## Internationella rankningar
| Organisation                                | Undersökning                   | Rankning  |
| ------------------------------------------- | ------------------------------ | --------- |
| Heritage Foundation/The Wall Street Journal | Index of Economic Freedom 2019 | 80 av 180 |
| Reportrar utan gränser                      | Pressfrihetsindex 2019         | 43 av 180 |
| Transparency International                  | Korruptionsindex 2018          | 53 av 180 |
| FN:s utvecklingsprogram                     | Human Development Index 2018   | 29 av 189 |

## Fotnoter
1. ↑  I Italien har andra språk officiellt erkänts som legitima autoktonta (regionala) språk under Europarådets stadga om landsdels- eller minoritetsspråk. I vart och ett av dessa är Italiens officiella namn enligt följande:
  - emilianska: Ripòbblica Itaglièna;
  - friuliska: Republiche Taliane;
  - ladinska: Republica taliana;
  - lombardiska: Repùblega Taliana;
  - neapolitanska: Repubbreca italiana;
  - piemontesiska: Repùblica Italian-a;
  - sardiska: Repubrica Italiana;
  - sicilianska: Ripùbblica di Tàlia;
  - venetianska: Republica Tałiana